# Ганзбург, Израиль Григорьевич
Израиль Григорьевич Ганзбург (укр. Ізраїль Григорович Ганзбург; 5 октября 1923, Ромны, Полтавская губерния, Украинская ССР — 7 октября 1995, Харьков, Украина) — советский и украинский преподаватель музыки в высших учебных заведениях, тромбонист и дирижёр. Участник Великой Отечественной войны.

## Биография
Израиль Ганзбург родился 5 октября 1923 года в Ромнах Полтавской губернии (ныне — Украина) в семье Григория Ганзбурга, который участвовал в Великой Отечественной войне, и пропал без вести. Вся остальные близкие родственники Ганзбурга были убиты нацистами в Ромнах.
В 1941 году был призван в ряды Красной армии. В том же году Ганзбург начал участвовать в боях Великой Отечественной войны сначала был командиром отделения в 341-м стрелковом полку 64-й стрелковой дивизии, а затем занимал должность старшины в музыкальном взводе при 399-й артиллерийской бригаде 82-й стрелковой дивизии. Параллельно с этим, начиная с 1941 или 1942 и до 1949 (по другим данным 1950) года был музыкантом и дирижёром в нескольких военных оркестрах. Имел воинское звание старшего сержанта. Во время войны Израиль получил ранение.
Демобилизовавшись в 1950 году, Ганзбург переехал в Харьков, где начал работать на должности артиста оркестра в оперной студии Харьковской государственной консерватории. Параллельно с работой Израиль Григорьевич получал высшее образование на факультете оркестрово-духовых инструментов Харьковской государственной консерватории, учась у Николая Кашица и Валентина Туского. В 1952 году Израиль Ганзбург окончил консерваторию. В следующем году Израиль Григорьевич ушёл из Харьковской государственной консерватории и начал работать солистом в оркестре Харьковского академического театра оперы и балета имени Н. Лысенко и преподавателем в Харьковском музыкальном училище имени Б. Н. Лятошинского, в котором проработал на этой должности вплоть до своей смерти. Параллельно с работой в музучилище и театре, начиная с 1973 года, преподавал в Харьковском институте искусств имени И. П. Котляревского (до 1963 года — Харьковская государственная консерватория) по классам «тромбон», «труба», «инструментовка», «инструментоведение» и «методика преподавания игры на духовых инструментах».
В 1978 году И. Г. Ганзбург завершил работу в Харьковском институте искусств и Харьковском театре оперы и балета. Параллельно с основной работой, в 1950-х — 1980-х занимался организацией ряда концертов духовых инструментов и дирижированием духовых оркестров. Также занимался переложениями классических произведений для духовых оркестров, ансамблей и инструментов. В 1995 году был принят во Всеукраинский музыкальный союз.
Среди учеников Израиля Ганзбурга особо отмечались Б. Бакатанов, Л. Виноградов, А. Новаков и С. Новаков, а среди оркестров, в которых он дирижировал — оркестр Харьковского авиационного института.

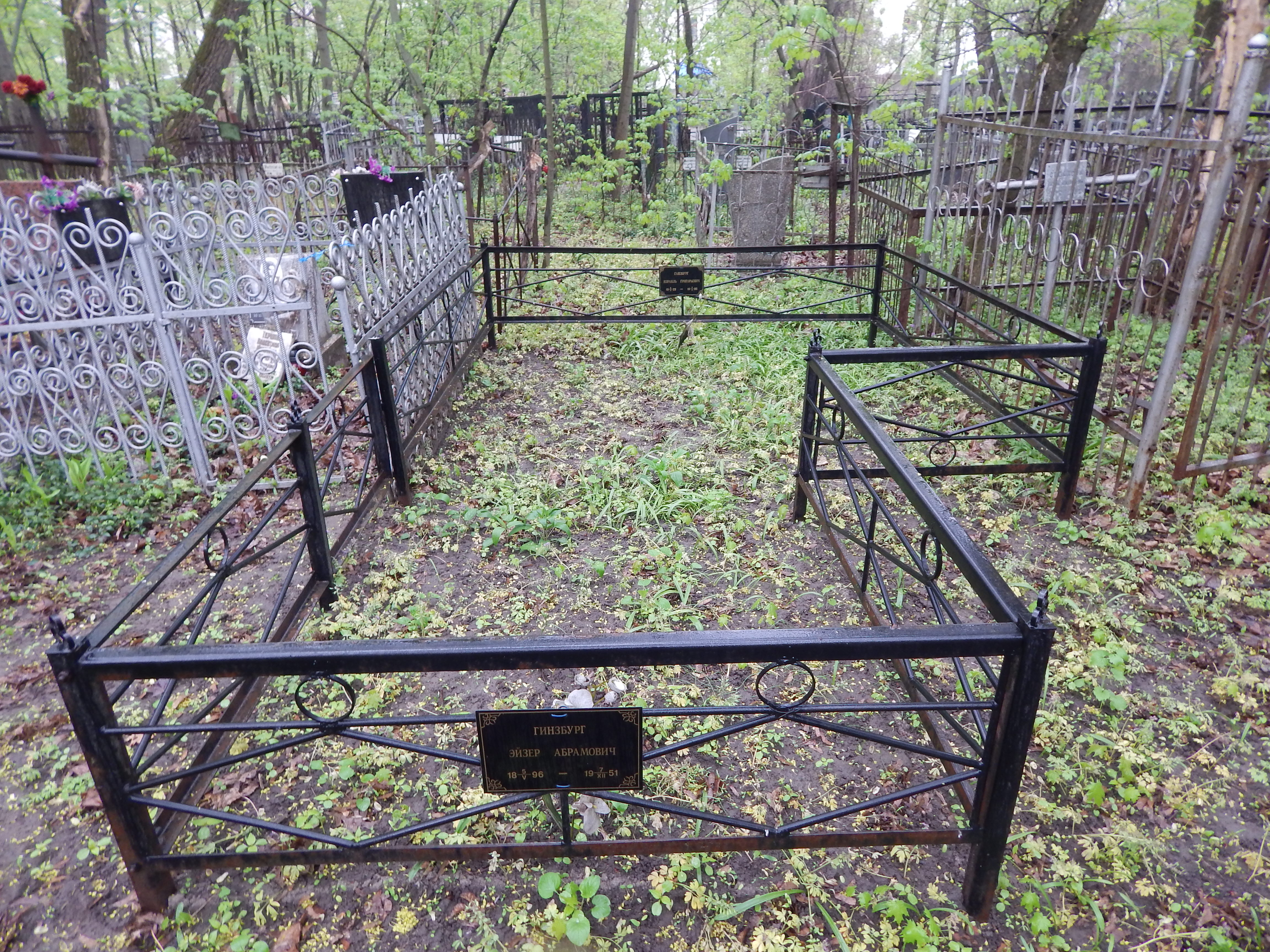
Могила на 2-м городском кладбище Харькова

Израиль Григорьевич Ганзбург скончался 7 октября 1995 года в Харькове.

## Семья
Сыном Израиля Григорьевича является украинский музыковед Григорий Ганзбург (род. 25 сентября 1954).

## Награды
За участие в Великой Отечественной войне Израиль Григорьевич был удостоен ряда советских государственных наград, среди которых были орден Отечественной войны II степени (6 апреля 1985), а также медали «За отвагу» (3 октября 1945), «За боевые заслуги» (дата награждения неизвестна), «За оборону Сталинграда» (22 декабря 1942), «За взятие Берлина» (9 июня 1945) и «За победу над Германией в Великой Отечественной войне 1941—1945 гг.» (9 мая 1945).